# Houssine Kharja
Houssine Kharja, arab. حسين خرجة (ur. 9 listopada 1982 w Poissy) – marokański piłkarz grający na pozycji środkowego lub prawego pomocnika.

## Kariera klubowa
Kharja urodził się we francuskim mieście Poissy w rodzinie marokańskich emigrantów. Piłkarską karierę zaczynał jednak w Portugalii, w Sportingu, do którego trafił jeszcze jako junior. W lizbońskim klubie nie miał jednak szans na grę w pierwszym składzie i w lecie 2001 został oddany do włoskiej Ternany Calcio, w barwach której zadebiutował w Serie B. W lidze zagrał w 23 meczach i strzelił dwa gole, jednak z Ternaną nie osiągnął większych sukcesów w tamtym sezonie. Rok później (sezon 2002/2003) ponownie uzyskał dla drugoligowca dwie bramki i zajął z nim 7. miejsce w lidze. W sezonie 2003/2004 zagrał w 35 meczach i zdobył trzy gole, a Ternana po raz drugi z rzędu uplasowała się na tej samej, 7. pozycji. W sezonie 2004/2005 strzelił dwa gole dla swojej drużyny.
Latem 2005 po dobrej grze, Kharję wypożyczyła na sezon, stołeczna AS Roma. W drużynie prowadzonej przez Luciana Spallettiego nie miał jednak większych szans na grę w pierwszej jedenastce, gdyż miejsce na prawym skrzydle zarezerwowane było dla Manciniego. W Serie A w barwach Romy Marokańczyk zadebiutował 21 września w wygranym 4:1 meczu z Parmą, gdy w 88. minucie zmienił samego Francesca Tottiego. W lidze łącznie zagrał w 12 meczach i strzelił jednego gola, 25 marca w zremisowanym 1:1 wyjazdowym meczu z Juventusem Turyn, gdy w 84. minucie wyrównał stan meczu pokonując Gianluigiego Buffona. Po sezonie Roma nie przedłużyła wypożyczenia z Kharją i ten wrócił do Ternany. Zespół spadł jednak do Serie C1 i niezadowolony Houssine odmówił powrotu do tego zespołu. Kierownictwo Ternany uważa jednak, że Kharja jest zawodnikiem tego klubu, a sprawa jest rozstrzygana przez sąd FIFA, a Marokańczyk od początku sezonu 2006/2007 nie grał w żadnym klubie. 20 marca 2007 podpisał kontrakt z zespołem Piacenzy, który miał obowiązywać od 1 lipca. Ostatecznie Kharja pozostał w Piacenzy na pierwszą część sezonu 2007/08, a zimą na zasadzie wypożyczenia odszedł do drużyny AC Siena. Latem 2008 roku marokański zawodnik podpisał ze Sieną nowy kontrakt.
W czerwcu 2009 Kharja za 3,5 miliona euro odszedł do Genoi. 14 października podczas sparingu z młodzieżową drużyną Genoi Marokańczyk zerwał więzadła w lewej nodze i według wstępnych diagnoz czeka go ponad półroczna przerwa w grze.
29 stycznia 2011 roku został wypożyczony na pół roku do Interu z opcją pierwokupu.
18 sierpnia 2011 roku podpisał dwuletni kontrakt z Fiorentiną. Następnie grał w Al-Arabi i FC Sochaux-Montbéliard, a w 2015 przeszedł do Steauy Bukareszt.
| Sezon   | Klub             | Kraj       | Rozgrywki     | Mecze | Bramki |
| ------- | ---------------- | ---------- | ------------- | ----- | ------ |
| 2000/01 | Sporting CP      | Portugalia | Primeira Liga | 0     | 0      |
| 2001/02 | Ternana Calcio   | Włochy     | Serie B       | 23    | 2      |
| 2002/03 | Ternana Calcio   | Włochy     | Serie B       | 28    | 2      |
| 2003/04 | Ternana Calcio   | Włochy     | Serie B       | 35    | 3      |
| 2004/05 | Ternana Calcio   | Włochy     | Serie B       | 33    | 2      |
| 2005/06 | AS Roma          | Włochy     | Serie A       | 12    | 1      |
| 2006/07 | Ternana Calcio   | Włochy     | Serie C1      | 0     | 0      |
| 2006/07 | Piacenza Calcio  | Włochy     | Serie B       | 0     | 0      |
| 2007/08 | Piacenza Calcio  | Włochy     | Serie B       | 17    | 2      |
| 2007/08 | AC Siena         | Włochy     | Serie A       | 15    | 3      |
| 2008/09 | AC Siena         | Włochy     | Serie A       | 36    | 5      |
| 2009/10 | Genoa CFC        | Włochy     | Serie A       | 7     | 3      |
| 2010/11 | Genoa CFC        | Włochy     | Serie A       | 13    | 0      |
| 2010/11 | Inter Mediolan   | Włochy     | Serie A       | 15    | 1      |
| 2011/12 | ACF Fiorentina   | Włochy     | Serie A       | 19    | 0      |
| 2012/13 | Al-Arabi         | Katar      | Q-League      | 19    | 2      |
| 2013/14 | Al-Arabi         | Katar      | Q-League      | 0     | 0      |
| 2014/15 | FC Sochaux       | Francja    | Ligue 2       | 22    | 1      |
| 2015/16 | Steaua Bukareszt | Rumunia    | Liga I        | 8     | 0      |

## Kariera reprezentacyjna
W reprezentacji Maroka Kharja zadebiutował w 2004 roku jako gracz Ternany. W narodowych barwach grał między innymi w kwalifikacjach do Mistrzostw Świata w Niemczech. Do końca 2006 roku zagrał 17 meczów w reprezentacji Maroka i zdobył 1 gola. Był też w kadrze Maroka na takie turnieje jak: Puchar Narodów Afryki 2004, Puchar Narodów Afryki 2006 i Puchar Narodów Afryki 2008.